# Harrison Afful
Harrison Afful (* 24. července 1986, Kumasi, Ghana) je ghanský fotbalový obránce a reprezentant. V současnosti působí v americkém klubu Columbus Crew SC.

## Klubová kariéra
Afful hrál v Ghaně za akademii Feyenoord Ghana, odkud od léta 2007 do léta 2009 hostoval v Asante Kotoko SC.
V srpnu 2009 přestoupil do tuniského klubu Espérance Sportive de Tunis (ES Tunis). S ES Tunis se zúčastnil mj. Mistrovství světa ve fotbale klubů 2011 v Japonsku. V roce 2015 opustil ES Tunis a přestoupil do amerického Columbus Crew.

## Reprezentační kariéra
V roce 2008 debutoval za ghanský národní tým.
Zúčastnil se MS 2014 v Brazílii, kde Ghana skončila se ziskem jediného bodu na posledním čtvrtém místě v základní skupině G.
Zúčastnil se mj. Afrického poháru národů 2015 v Rovníkové Guineji, kde Ghana získala stříbrné medaile po finálové porážce v penaltovém rozstřelu s Pobřežím slonoviny.